# 张邦英
张邦英（1910年—2010年6月29日），男，陕西省耀县（现铜川市耀州区）人，中华人民共和国政治人物。

## 生平
张邦英于1927年加入中国共产党，任中共耀县县委书记、红二十六军三团二连政治指导员、中共陕甘边特委组织部部长等，为陕甘边根据地创始人之一。1937年任中共陕甘宁特区委员会组织部副部长、部长，边区第一届参议会副议长，中共陕甘宁边区中央局常委、组织部副部长、社会部部长等职位。之后任陕甘宁边区延属地委书记兼三五九旅政委，中共中央晋绥分局副书记兼组织部部长。
中华人民共和国成立后，历任西北军政委员会及行政委员会委员、第一届全国人民代表大会常务委员会委员，中共陕西省委副书记、省人民政府副主席，中共中央新疆分局第三书记、中共中央西北地区工作部副部长，中央交通工作部副部长，中共中央华北局候补书记等职位。文化大革命期间，受到迫害，后任民政部党组成员、副部长。1982年，任中共中央顾问委员会委员。